# Liste des compilations de jeux vidéo Sonic
Cet article regroupe et liste les compilations de jeux vidéo de la franchise Sonic the Hedgehog.

## Sonic Compilation
Sonic Compilation est sortie sur Mega Drive en juillet 1995 en Europe, puis en août 1997 sous le nom de Sonic Classics 3 in 1 aux États-Unis. Elle contient les versions Mega Drive de Sonic the Hedgehog, Sonic the Hedgehog 2 et Dr. Robotnik's Mean Bean Machine.
Dans certaines régions du monde, la compilation est vendue avec la console[réf. nécessaire].

## Sonic and Knuckles Collection
Sonic and Knuckles Collection est sortie sous Windows en 1997. Elle contient Sonic the Hedgehog 3 et Sonic and Knuckles séparément, mais aussi en un seul et même jeu : en intégrant automatiquement la Technologie Lock-on dont dispose la cartouche Mega Drive de Sonic and Knuckles, il est possible de jouer avec Knuckles dans Sonic the Hedgehog 3 et avec Tails dans Sonic and Knuckles, mais également de faire les deux jeux d’une traite avec chacun des trois protagonistes.
Des bugs sont apparus lors du portage : sur un ordinateur supérieur à 350 MHz, le jeu est trop rapide s'il n'est pas en plein écran. Sur le plan sonore, certaines musiques de la version Mega Drive ont été remplacés par ceux de la version prototype de 1993 pour des raisons de droits d’auteur, et toute la bande-son a été convertie au format MIDI.

## Sonic Jam
Compilation sortie sur Saturn en 1997, Sonic Jam contient les versions Mega Drive de Sonic the Hedgehog, Sonic the Hedgehog 2, Sonic the Hedgehog 3, Sonic and Knuckles, ainsi qu'un jeu inédit en 3D.
Contrairement aux compilations sorties sur les autres supports, dans Sonic Jam, les anciens jeux Sonic reprennent les versions japonaises, même si elles se jouent en mode 50 Hz sur le support européen.
Les bugs graphiques sont également corrigés dans cette compilation. Par exemple, le mode 2 joueurs en écran partagé du deuxième Sonic n'a ici aucun ralentissement, ce qui était particulièrement gênant sur les autres supports dont la version d'origine.

## Sonic Mega Collection
Sonic Mega Collection est une compilation pour GameCube sortie en 2003.

### Jeux
- Sonic the Hedgehog
- Sonic the Hedgehog 2
- Sonic the Hedgehog 3
- Sonic and Knuckles
- Sonic the Hedgehog Spinball
- Dr. Robotnik's Mean Bean Machine
- Sonic 3D: Flickies' Island

#### À débloquer
- Blue Sphere, le mini-jeu tiré de la technologie Lock-on de Sonic and Knuckles
- Pouvoir jouer avec Knuckles dans Sonic the Hedgehog 2 et avec Tails dans Sonic and Knuckles
- Flicky (le jeu ayant inspiré les oiseaux des jeux Sonic)
- Ristar
- Sonic 3 and Knuckles (la version fusionnée de Sonic the Hedgehog 3 et de Sonic and Knuckles)

#### À débloquer (version japonaise seulement)
- The Ooze
- Comix Zone

### Bonus

#### Comics deArchie Comics
- Les débuts de Sonic
- Les couvertures (de la première à la cent-dixième) de Sonic the Hedgehog
- Les couvertures (de la première à la trente-deuxième) de Knuckles the Echidna
- Les couvertures (de la première à la quinzième) de Sonic Super Special
- Des couvertures diverses

#### Illustrations
- 6 images de Sonic
- 6 images de Tails
- 5 images de Knuckles
- 6 images de Eggman
- 9 images d'autres personnages (Amy Rose, Shadow, Rouge, Big the Cat, E-102, Chao, Hero Chao, Dark Chao, Cream and Cheese)
- 15 autres images diverses

#### Films
- Introduction et fin de Sonic the Hedgehog CD
- Sonic Adventure 2 Battle
- Sonic Advance 2
- Histoire de Sonic

## Sonic Mega Collection Plus
Sonic Mega Collection Plus est la version Xbox, PlayStation 2 et PC de Sonic Mega Collection, sortie en 2005 en Europe. Il introduit la possibilité de sauvegarder à tout moment.

### Jeux

#### Mega Drive
- Sonic the Hedgehog
- Sonic the Hedgehog 2
- Sonic the Hedgehog 3
- Sonic and Knuckles
- Sonic the Hedgehog Spinball
- Dr. Robotnik's Mean Bean Machine
- Sonic 3D: Flickies' Island

#### Game Gear
- Sonic the Hedgehog
- Sonic Chaos
- Sonic Drift
- Sonic Labyrinth
- Dr. Robotnik's Mean Bean Machine
- Sonic Blast

#### Déblocables
- Blue Sphere
- Pouvoir jouer avec Knuckles dans Sonic the Hedgehog 2 et avec Tails dans Sonic and Knuckles
- Flicky
- Ristar
- The Ooze
- Comix Zone

Contrairement à la version GameCube, les deux derniers jeux (The Ooze et Comix Zone) ne sont pas exclusifs à la version japonaise et le joueur doit posséder la sauvegarde de Sonic Heroes au préalable pour pouvoir les débloquer.

## Sonic Gems Collection

Logo de Sonic Gems Collection.

Sonic Gems Collection est sortie en août 2005 aux États-Unis et au Japon, puis en septembre pour l'Europe sur GameCube et PlayStation 2.

### Jeux
- Sonic the Hedgehog CD
- Sonic the Fighters
- Sonic R
- Sonic the Hedgehog 2 (la version sur Game Gear)
- Sonic Spinball
- Sonic the Hedgehog: Triple Trouble
- Sonic Drift 2
- Tails' Skypatrol
- Tails Adventure
- Vectorman (à débloquer)
- Vectorman 2 (à débloquer)
- Streets of Rage (version japonaise)
- Streets of Rage 2 (version japonaise)
- Streets of Rage 3 (version japonaise)
- Bonanza Brothers (version japonaise)

## Mega Drive Collection
Mega Drive Collection est une compilation sortie en 2006 sur PlayStation 2 et PlayStation Portable. Elle regroupe 27 titres.

## Mega Drive Ultimate Collection
Mega Drive Collection (titrée Sonic's Ultimate Genesis Collection en Amérique du Nord), est une compilation sortie en 2009 sur Xbox 360 et PlayStation 3 qui regroupe 49 titres développés pour Sega, et qui comprend tous les jeux Sonic sortis sur Mega Drive.

## Sonic Classic Collection
Sonic Classic Collection est une compilation sortie en 2010 sur Nintendo DS. Elle regroupe les quatre premiers jeux Sonic de la Mega Drive. Bien qu'elle permette la sauvegarde à tout moment, cette compilation reçoit des critiques mitigées notamment parce qu'elle souffre de ralentissements, de quelques bugs sonores, et d'une résolution déformée pour être adaptée à l'écran de la Nintendo DS. Tout comme ses prédécesseurs, la compilation intègre la technologie Lock-on dont dispose la cartouche Mega Drive de Sonic and Knuckles.
La musique des menus a été reprise de Sonic Jam.

## Sonic Origins
Sonic Origins est une compilation sortie en 2022 sur PlayStation 4, PlayStation 5, Xbox One, Xbox Series, Nintendo Switch et PC qui regroupe Sonic the Hedgehog, Sonic the Hedgehog CD, Sonic the Hedgehog 2, et Sonic 3 and Knuckles. Chacun de ces quatre jeux peut être joué à la suite dans un mode histoire (dans l’ordre indiqué ci-dessus) ou séparément : dans ce cas, ces jeux peuvent être joués en mode anniversaire (au format 16/9 avec des vies infinies) ou en mode classique (au format 4/3 avec un compteur de vie à l'ancienne). Après une première partie terminée, des modes « ruée de boss » et miroir sont débloqués ; le menu de Sonic 3 and Knuckles propose également le bonus Blue Sphere dans sa version classique ainsi qu'une nouvelle version agrémentée de mécaniques inédites. La compilation comprend également un mode mission proposant des défis courts et intenses à cinq niveaux de difficulté différents.
La compilation dispose de cinématiques sous forme de dessins animés : une cinématique d’introduction est diffusée avant l'écran titre lors du premier lancement du jeu et une cinématique de conclusion est accessible une fois les quatre jeux terminés; chaque jeu dispose également de ses propres cinématiques de début et de fin. La compilation propose également certains bonus tels que des illustrations tirées de manuels, des dessins animés, ou encore des bandes-sons dans une section « musée ».